# Ischnopsyllus comans
Ischnopsyllus comans är en loppart som beskrevs av Jordan et Rothschild 1921. Ischnopsyllus comans ingår i släktet Ischnopsyllus och familjen fladdermusloppor. Inga underarter finns listade i Catalogue of Life.